# Without You (canção do Sqeezer)
"Without You" é uma canção do grupo alemão de dance-pop Sqeezer, que foi lançado em abril de 1998 como sexto single do grupo e o primeiro de seu segundo álbum, Streetlife. A canção obteve um ótimo desempenho, tendo alcançado o top 20 na Alemanha, Áustria e Suíça.

## Lista de Faixas

#### Europe CD-maxi
1. "Without You" (Radio Video Single) – 3:39
2. "Without You" (Mellow Guitar Vers.) – 3:39
3. "Without You" (Extended Mix) – 5:11
4. "Without You" (Groove Mood Mix) – 5:47
5. "Boom Boom" – 2:25

#### Europe (Fan Edition, Enhanced)
1. "Without You" (Radio Video Single) – 3:39
2. "Without You" (US-Groove Remix) – 5:12
3. "Without You" (House Remix) – 7:23
4. "Without You" (Bonus Mix) – 4:04
5. "Without You" (Mellow Guitar Vers.) – 3:39

• Special edition Bonus videos
1. "Without You" – 3:35

#### Germany (Limited VIP Edition, Promo)
1. "Without You" (Radio Video Single) – 3:39
2. "Without You" (Mellow Guitar Vers.) – 3:39
3. "Without You" (Extended Mix) – 5:11
4. "Without You" (Groovy Mood Mix) – 5:47

## Desempenho nas paradas musicais
| Parada musical (1998)                       | Melhor posição |
| ------------------------------------------- | -------------- |
| Áustria - (Austrian Singles Chart)          | 10             |
| União Europeia - (European Hot 100 Singles) | 47             |
| Alemanha - (Media Control Charts)           | 10             |
| Suíça - (Schweizer Hitparade)               | 12             |